# Cheilodactylus vittatus
Cheilodactylus  vittatus — вид окунеподібних риб родини Джакасові (Cheilodactylidae). Це морський, субтропічний вид, що мешкає на коралових рифах на заході Тихого океану біля островів Лорд-Хау , Нова Каледонія, Кермадек та Гаваї на глибині до 66 м. Тіло завдовжки до 41 см. Живиться дрібними безхребетними; в раціон входять краби, креветки та інші ракоподібні, поліхети, молюски, планктон тощо.